# Montpellier Open
Il Montpellier Open è stato un torneo femminile di tennis che si disputava a Montpellier in Francia su campi in sintetico indoor.

## Albo d'oro

### Singolare
| Anno | Campionessa       | Finalista        | Punteggio |
| ---- | ----------------- | ---------------- | --------- |
| 1993 | Jelena Lichowzewa | Dominique Monami | 6-3, 6-4  |

### Doppio
| Anno | Campionesse                     | Finalista                         | Punteggio     |
| ---- | ------------------------------- | --------------------------------- | ------------- |
| 1993 | Meredith McGrath Claudia Porwik | Janette Husárová Dominique Monami | 3-6, 6-2, 7-6 |